# Pelagia Bednarska
Pelagia Bednarska ps. „Malarzowa”, „Maria” z d. Opiłka (ur. 5 marca 1902 w Dąbrowie Górniczej, zm. 23 sierpnia 1981 w Krakowie) – fotograf, żołnierz Armii Krajowej

## Życiorys

### Młodość
Urodziła się jako Pelagia Opiłka w robotniczej rodzinie wielodzietnej z Dąbrowy Górniczej. Po ukończeniu edukacji podjęła pracę na kolei, jednakże jej marzeniem była fotografia. Odbyła staż w zakładzie fotograficznym. Po jego ukończeniu otworzyła w Sosnowcu własną działalność, którą prowadziła z mężem Stanisławem Fronczkiem. Para miała dwójkę dzieci. W 1933 r. jako jedna z pierwszych Polek otrzymała dyplom mistrzowski fotografa. Po kilku latach mąż kobiety zmarł. Po 6 latach od tego wydarzenia związała się z Wincentym Bednarskim, z którym wraz ze swoimi dziećmi przeprowadziła się do Krakowa w 1938 r.. Małżeństwo otworzyło zakład fotograficzny przy ul. Lubicz 24/2.

### Konspiracja
Państwo Bednarscy po wybuchu wojny podjęli działalność konspiracyjną w prowadzonym zakładzie fotograficznym. Lokal znajdował się bowiem naprzeciwko „Białego Domku”, czyli komisariatu policji niemieckiej i granatowej. Stanowił on punkt kontaktowy dla dywersyjnych akcji kolejowych, szkolono kolejarzy, a także przechowywano tam broń i materiały wybuchowe. Wszystko stanowiło zakres działalności Związku Walki Zbrojnej Armii Krajowej, gdzie służyła Bednarska, posługując się pseudonimami „Malarzowa” i „Maria”.
Wiosną 1941 r. kobieta została aresztowana w wyniku donosów. Była przesłuchiwana na Pomorskiej 2, a następnie przetrzymywana w więzieniu przy Montelupich. Ostatecznie nie znaleziono dowodów wiążących Bednarską z działalnością konspiracyjną i została wypuszczona. Z powodu stałego obserwowania zakładu przy ul. Lubicz 24/2 kobieta była zmuszona do zawieszenia dotychczasowych działań. Pomimo tego prowadzony był tam podziemny teatr.
W 1943 r. Pelagia Bednarska wraz z Adamem Rysiewiczem, dr Heleną Szlapak i Teresą Lasocką założyła organizację Pomocy Więźniom Obozów Koncentracyjnych. W ramach niej wysyłano pomoc żywnościową dla więźniów obozów koncentracyjnych w Auschwitz i Beneszowie. Bednarska udostępniła także aparaty fotograficzne, którymi udokumentowano zdjęcia zbrodni dokonywanej w obozie w Oświęcimiu.

### Życie po wojnie
Pelagia Bednarska zmarła 23 sierpnia 1981 r. Została pochowana na cmentarzu Rakowickim niedaleko alei zasłużonych.